# Sterjo Spasse
Sterjo Spasse (ur. 14 sierpnia 1914 we wsi Gollomboç w okręgu Korcza, zm. 12 września 1989 w Tiranie) – albański pisarz, pochodzenia macedońskiego.

## Życiorys
Pochodził z rodziny chłopskiej pochodzenia macedońskiego, mieszkającej nad jeziorem Prespa. W 1932 ukończył szkołę pedagogiczną w Elbasanie (Shkolla Normale). W tym samym roku rozpoczął pracę nauczyciela w wiejskiej szkole w Derviçan, w pobliżu Gjirokastry, a następnie w Voskopojë. Był jednym z twórców pisma Normalisti, wydawanego do roku 1937, w którym prowadził rubrykę poświęconą zagadnieniom edukacji. Po zakończeniu II wojny światowej pracował jako inspektor w ministerstwie oświaty (Wydział podręczników szkolnych), wtedy też założył pismo Shkolla e re (Nowa szkoła). Z czasem w pełni poświęcił się pracy pisarza.
Pierwsze utwory pisał w czasie, kiedy uczył się w szkole pedagogicznej, jednak pierwszych wydań swojej prozy doczekał się w czasie pracy w wiejskich szkołach. Powstało wtedy najbardziej znane dzieło Spasse Nga jeta në jetë - Pse!?. Podobnie jak inny znany pisarz tego okresu - Haki Stërmilli, Spasse pisał swój utwór w konwencji dziennika, opisującego tragiczny los intelektualisty (Gjona Zaveriego) w zacofanym społeczeństwie albańskiej wsi. Dzieło to poprzez swoją nihilistyczną konwencję zyskało określenie roman i mohimit (powieść zaprzeczenia). W okresie powojennym powieść Spasse uznano za jedno z największych osiągnięć albańskiej prozy XX w. Kolejne powieści, wydane już w okresie powojennym w pełni związały Autora z nurtem socrealizmu.
Oprócz literatury pięknej pozostawił po sobie także podręczniki szkolne (Gramatyka albańska, Literatura obca) oraz tłumaczenia dzieł z języka angielskiego i francuskiego: Nędznicy Victora Hugo i Chaty wuja Toma - Harriet Beecher Stowe. W 1951 opracował i wydał antologię poezji bułgarskiej w języku albańskim. Od 1959 był wiceprzewodniczącym Towarzystwa Przyjaźni Albańsko-Chińskiej.
Syn Sterjo Spasse - Ilinden jest także pisarzem. Imię pisarza nosi jedna z ulic w północnej części Tirany. We wsi Pustec k. Korczy znajduje się popiersie pisarza.

## Dzieła
- 1934: Kurorë rinije (Korona młodości)
- 1935: Nga jetë në jetë - Pse!?, (Z życia do życia - Dlaczego ?), Korça, wyd. Drita.
- 1952: Ata nuk ishin vetëm (Nie byli osamotnieni)
- 1955: Afërdita përsëri në fshat (Aferdita ponownie we wsi)
- 1955: Përsëri në fshat (Znowu we wsi, powieść)
- 1956: Fshati i ri : tregime, përshkrime, reportazhe
- 1958: Të fala nga fshati: tregime për pionierë e për te rinj (Pozdrowienia ze wsi: opowiadania dla pionierów i dla młodzieży)
- 1965: Buzë liqenit (Brzeg jeziora)
- 1966: Sokolesha.
- 1968: Të fala nga fshati (Pozdrowienia ze wsi).
- 1972: Zjarre. (Ogień)
- 1978: Ja vdekje, ja liri (Śmierć lub wolność)
- 1983: Kryengritësit. (Powstańcy)
- 1989: O sot, o kurr!. (Dziś albo nigdy)
- 2000: Letra nipit tim Arian : (Nga Maqedonia dhe Kosova-1975)

## Tłumaczenia polskie
- 1960: Nie byli osamotnieni, tłum. z ros. J.Orłowski, Z.Stankiewicz, wyd.KiW
  - rec. Kozłowski M., Nowe Książki 1961/4, s.228-229